# Фукьерия
Фукьерия (лат. Fouquieria) — род деревянистых растений монотипного семейства Фукьериевые (Fouquieriaceae), входящего в порядок Верескоцветные (Ericales).

## Название
Родовое латинское (научное) название было дано в честь Пьера Фукье (Pierre Fouquier, 1776-1850) — французского врача при короле Луи-Филиппе.

## Ботаническое описание

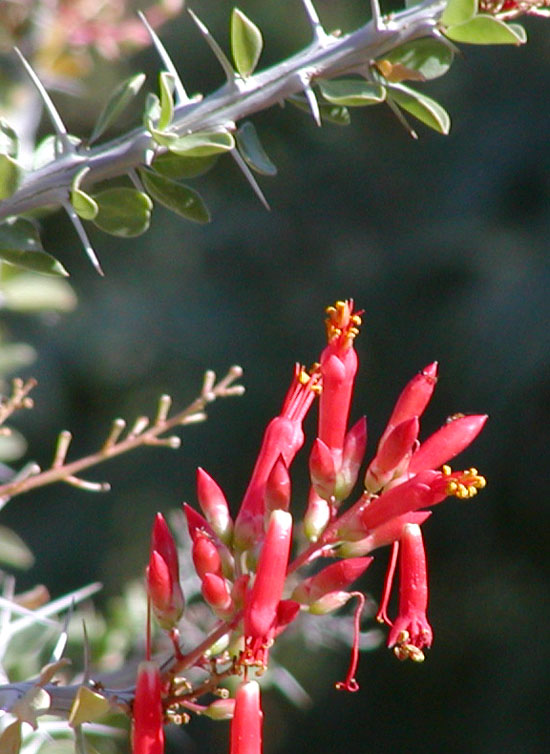
Fouquieria diguetii

### Вегетативные органы
Фукьерия — ксерофитный кустарник, как правило, с вертикальными ветвями. Некоторые виды могут достигать высоты до 15 м. Имеется два типа листьев. Первый — настоящие зелёные листья с простой листовой пластинкой. Они располагаются на укороченных побегах очерёдно или по спирали. Такие листья появляются лишь после дождей. В остальное время года у фукьерии второй тип листьев — колючки.

### Цветки и соцветия
Цветение начинается весной, после дождей. Многочисленные цветки собраны в метёлки, кисти или колосья. Цветки обоеполые, с двойным околоцветником. Имеется 5 свободных, неравных по размеру чашелистиков. Пять красных, бледно-фиолетовых, жёлтых или кремовых лепестков обычно срастаются. Цветки имеют 10—23 свободных тычинок. Три плодолистика сливаются выше завязи. Каждая завязь несёт множество (6—20) яйцеклеток.

### Плоды и семена

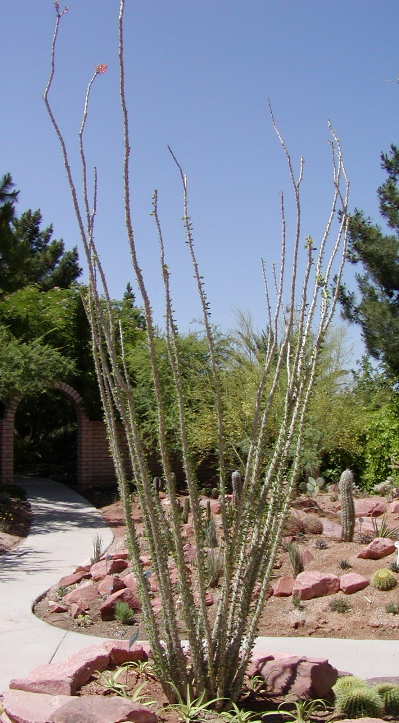
Окотилло (фукьерия блестящая)

Плод — коробочка. Семена крылатые.

## Распространение
Встречаются на юго-западе США и западе Мексики.

## Таксономия
Род Фукьерия включает 11 видов:
- Fouquieria burragei Rose
- Fouquieria columnaris (Kellogg) Kellogg ex Curran — Фукьерия колончатая
- Fouquieria diguetii (Tiegh.) I.M.Johnst.
- Fouquieria fasciculata (Willd. ex Roem. & Schult.) Nash
- Fouquieria formosa Kunthtypus[1]
- Fouquieria leonilae Miranda
- Fouquieria macdougalii Nash — Фукьерия Макдугала
- Fouquieria ochoterenae Miranda — Фукьерия Охотерены
- Fouquieria purpusii Brandegee
- Fouquieria shrevei I.M.Johnst.
- Fouquieria splendens Engelm. — Фукьерия блестящая, или Окотилло